# Mirian Giorgadze
Mirian Giorgadze (gruz. მირიან გიორგაძე; ur. 15 marca 1976) – gruziński zapaśnik walczący w stylu klasycznym. Dwukrotny olimpijczyk. Dwudziesty w Sydney 2000 i piętnasty w Atenach 2004. Walczył w kategorii 120–130 kg.
Czwarty na mistrzostwach świata w 1998. Zajął trzecie miejsce na mistrzostwach Europy w 2005. Trzeci w Pucharze Świata w 2003. Brązowy medalista akademickich MŚ w 1998 i mistrzostw Europy juniorów w 2003 roku.